# Milivoje Novakovič
Milivoje Novakovič (Ljubljana, 18 mei 1979) is een Sloveens betaald voetballer die bij voorkeur in de aanval speelt. Hij speelt bij het Japanse Nagoya Grampus en het Sloveens voetbalelftal

## Interlandcarrière
Onder leiding van bondscoach Brane Oblak maakte Milivoje Novakovič zijn debuut voor het Sloveens voetbalelftal op 28 februari 2006 in de vriendschappelijke interland tegen Cyprus, die eindigde in een 1-0-overwinning voor Slovenië door een treffer van Zlatan Ljubijankič. Andere debutanten namens Slovenië in dat duel waren Janez Zavrl (SK Brann Bergen), Valter Birsa (ND Gorica), Domen Beršnjak (NK Publikum Celje), Dalibor Stevanovič (Real Sociedad), Zlatan Ljubijankič (NK Domžale) en Bojan Jokić (ND Gorica). Novakovič moest in die wedstrijd na 63 minuten plaatsmaken voor Ljubijankič. Sindsdien heeft Novakovič meer dan vijftig interlands gespeeld voor zijn vaderland. Op 11 oktober 2013 maakte hij een hattrick in de WK-kwalificatiewedstrijd tegen Noorwegen.

## Erelijst
- In het seizoen 2007/2008 werd Novakovic namens FC Köln topscorer van de 2. Bundesliga
- In hetzelfde seizoen promoveerde hij met FC Köln naar de Bundesliga
- In 2009 kwalificeerde hij zich met het Sloveens elftal voor het WK 2010. Dat was (na 2002) de tweede keer dat Slovenië zich plaatste voor de WK-eindronde.